# Tolmera
Tolmera is een geslacht van vlinders van de familie spanners (Geometridae), uit de onderfamilie Ennominae.

## Soorten
- T. albibasalis Warren, 1903
- T. culminata Prout, 1928
- T. ecstatica Prout, 1916
- T. exuberans Prout, 1916
- T. lineata Warren, 1907
- T. marcescens Warren, 1906
- T. regulata Warren, 1907
- T. sordida Warren, 1907